# ヴェストフォル・オ・テレマルク県

ヴェストフォル・オ・テレマルク県
Vestfold og Telemark fylke

測地系: 北緯59度30分0秒 東経9度0分0秒 / 北緯59.50000度 東経9.00000度座標: 北緯59度30分0秒 東経9度0分0秒 / 北緯59.50000度 東経9.00000度

ヴェストフォル・オ・テレマルク県（ヴェストフォル・オ・テレマルクけん、ノルウェー語: Vestfold og Telemark）はかつてノルウェーに存在した県。北をヴィーケン県、東をオスロ・フィヨルド、南をアグデル県、南西をローガラン県、西をヴェストラン県と接していた。県庁所在地はシーエン、県知事所在地はトンスベルグ。また2023年2月23日にSeljord地域県庁舎が開庁している。
2020年1月1日にヴェストフォル県（Svelvikを除く）とテレマルク県が合併して成立。2024年1月1日付けで合併解消・廃止され、ヴェストフォル県とテレマルク県に分割された。
なお2024年1月9日時点でヴェストフォル・オ・テレマルク県知事はヴェストフォル県とテレマルク県の県知事を兼ねる形で留任している。

## 県名
ヴェストフォル県とテレマルク県は歴史的・文化的に異なるため、アイデンティティを尊重し旧県の名前をそのまま使用している。
合併協議初期はスカゲラク海峡に面していたことからスカゲラク県と呼ばれていた。ヴェストフォル県議会はヴェスト・ヴィーケン県（西ヴィーケン、Vest-Viken）を提案したが、テレマルク県はヴィーケン地域にほぼ含まれないことからテレマルク県側が反発し撤回された。またヴェスト・ヴィーケンはナチス・ドイツに協力したクヴィスリング政権が用いていたことも懸念材料になっていた。

## 歴史
1919年1月1日に県（fylke）制度が施行されるまでは、ヴェストフォル県はヤールスバーグ・オ・ラルヴィク県、テレマルク県はブラッツベリ県と呼ばれていた。
ヴェストフォル県とテレマルク県の合併は数年にわたり議論されてきた。ヴェストフォル県議会はテレマルク県とブスケルー県の3県の合併を望んでいたが、テレマルク県議会は2017年4月27日にヴェストフォル県との合併の反対を採択した。2017年6月8日、ストーティングでヴェストフォル県とテレマルク県の合併が採択された（なおブスケルー県は別の県と合併することになった）。県庁所在地は合意によりテレマルク県が主張したシーエンに決まった。また合併に先立ち、2019年1月1日にヴェストフォル県とテレマルク県の県知事が統合された。
2020年1月1日、予定通りにヴェストフォル県とテレマルク県の合併が実施され、ヴェストフォル・オ・テレマルク県が成立した。合併後もヴェストフォル・オ・テレマルク県の存廃について議論が続けられた。2021年12月に実施された世論調査によると、69%が県の分割に賛成し、24%が反対していた。
2022年2月15日、県議会は賛成42票、反対19票でヴェストフォル・オ・テレマルク県の分割を可決した。その後地方自治体省に分割申請を提出し、6月14日にストーティングで県の分割が採択された。だが分割にかかる費用は1億5千万ノルウェー・クローネまで膨れ上がっており、資金調達や使い道に懐疑的な意見が挙がっている。試算公表後の2022年11月に実施された世論調査では県の分割に賛成が37%、反対が48%となり、分割費用を巡って世論の変化がみられる。
2024年1月1日、ヴェストフォル・オ・テレマルク県は廃止され、ヴェストフォル県とテレマルク県が復活した。

## 政治
| 代 | 画像 | 氏名                               | 所属政党 | 就任日         | 退任日         | 備考                                                         |
| -- | ---- | ---------------------------------- | -------- | -------------- | -------------- | ------------------------------------------------------------ |
| 1  |      | パー・アルネ・オルセン             | 進歩党   | 2019年1月1日   | 2022年11月18日 | 最後のヴェストフォル県知事 在任中に死去                      |
| 2  |      | フレッド＝イヴァール・シルスタッド |          | 2022年11月18日 | 現職           | 2024年以降はヴェストフォル県およびテレマルク県の県知事を兼任 |

| 代 | 画像 | 氏名                       | 所属政党 | 就任日       | 退任日         | 備考             |
| -- | ---- | -------------------------- | -------- | ------------ | -------------- | ---------------- |
| 1  |      | テリエ・リース＝ヨハンセン | 中央党   | 2020年1月1日 | 2023年12月31日 | 県廃止に伴い退任 |

## 基礎自治体

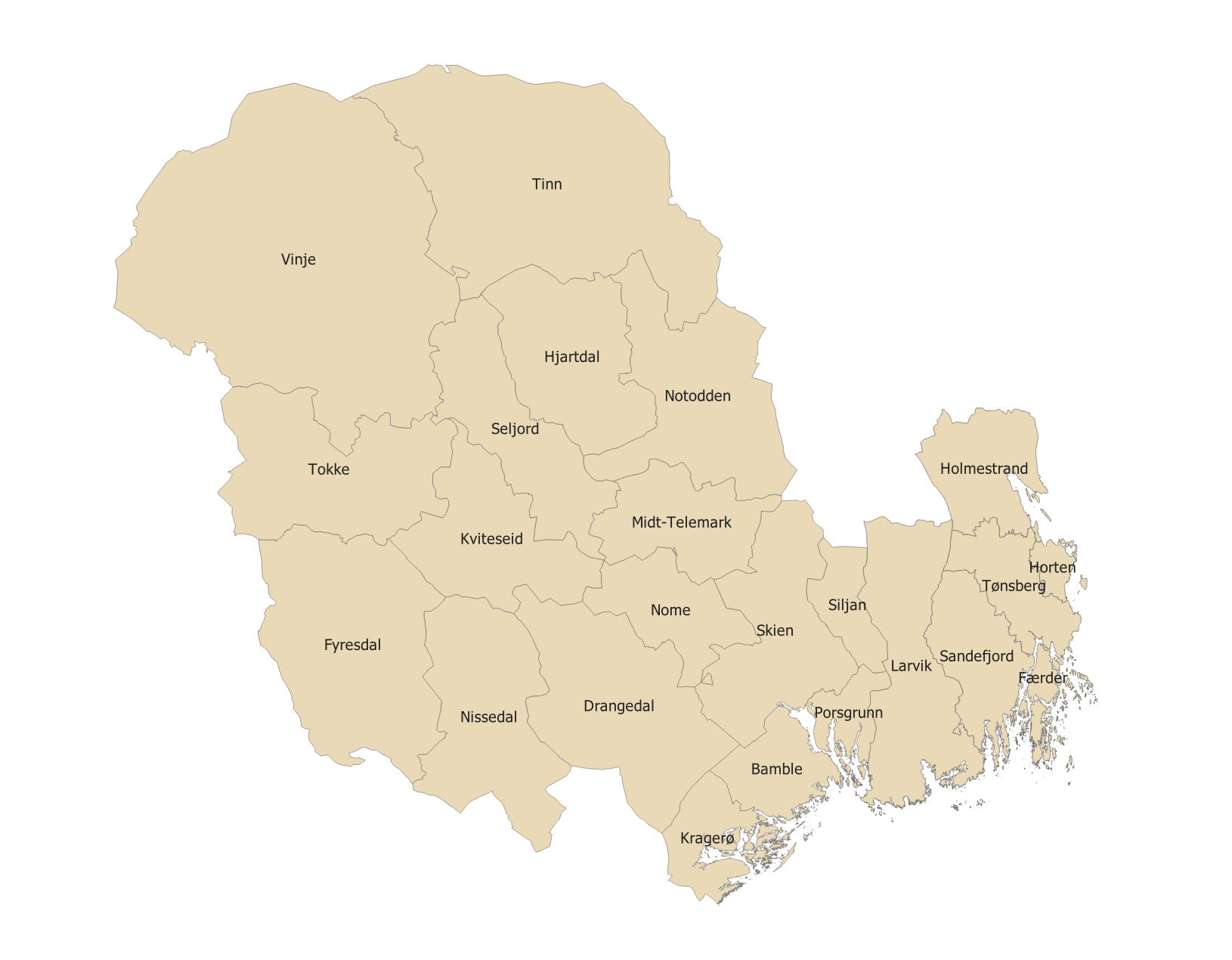
ヴェストフォル・オ・テレマルク県の基礎自治体

ヴェストフォル・オ・テレマルク県には23の基礎自治体（Kommune）が属していた。
ノルウェー語にはブークモールとニーノシュクの2つの筆記法が存在しており、自治体によって採用している筆記法が異なる。ニュートラル（Nøytral）はどちらにも限定していないことを表す。2023年3月30日時点で中立が10、ブークモールが5、ニーノシュクが8となっている。
| 自治体 コード | 紋章 | 自治体名         | ノルウェー語名 | 人口 (2023年) | 面積 (km2) | 採用筆記法   | 合併前の所属県   |
| ------------- | ---- | ---------------- | -------------- | ------------- | ---------- | ------------ | ---------------- |
| 3801          |      | ホルテン         | Horten         | 27,682        | 70.37      | ブークモール | ヴェストフォル県 |
| 3802          |      | ホルメストラン   | Holmestrand    | 26,206        | 432.36     | ブークモール | ヴェストフォル県 |
| 3803          |      | トンスベルグ     | Tønsberg       | 58,561        | 329.26     | ニュートラル | ヴェストフォル県 |
| 3804          |      | サンデフィヨルド | Sandefjord     | 65,574        | 433.27     | ブークモール | ヴェストフォル県 |
| 3805          |      | ラルヴィク       | Larvik         | 48,246        | 812.66     | ニュートラル | ヴェストフォル県 |
| 3806          |      | ポースグラン     | Porsgrunn      | 37,056        | 169.60     | ブークモール | テレマルク県     |
| 3807          |      | シーエン         | Skien          | 55,924        | 779.27     | ニュートラル | テレマルク県     |
| 3808          |      | ノトデン         | Notodden       | 13,025        | 918.91     | ニュートラル | テレマルク県     |
| 3811          |      | Færder           | Færder         | 27,286        | 99.96      | ニュートラル | ヴェストフォル県 |
| 3812          |      | シリヤン         | Siljan         | 2,375         | 213.81     | ブークモール | テレマルク県     |
| 3813          |      | バンブレ         | Bamble         | 14,172        | 304.03     | ニュートラル | テレマルク県     |
| 3814          |      | クラーゲリョー   | Kragerø        | 10,413        | 305.38     | ニュートラル | テレマルク県     |
| 3815          |      | ドランゲダル     | Drangedal      | 4,091         | 1,062.78   | ニュートラル | テレマルク県     |
| 3816          |      | ノーム           | Nome           | 6,559         | 429.68     | ニュートラル | テレマルク県     |
| 3817          |      | 中部テレマルク市 | Midt-Telemark  | 10,735        | 518.51     | ニーノシュク | テレマルク県     |
| 3818          |      | ティン           | Tinn           | 5,546         | 2,044.93   | ニュートラル | テレマルク県     |
| 3819          |      | Hjartdal         | Hjartdal       | 1,588         | 791.51     | ニーノシュク | テレマルク県     |
| 3820          |      | Seljord          | Seljord        | 2,939         | 715.23     | ニーノシュク | テレマルク県     |
| 3821          |      | クヴィテセイド   | Kviteseid      | 2,427         | 708.46     | ニーノシュク | テレマルク県     |
| 3822          |      | ニッセダル       | Nissedal       | 1,442         | 905.18     | ニーノシュク | テレマルク県     |
| 3823          |      | フィレスダル     | Fyresdal       | 1,224         | 1,280.59   | ニーノシュク | テレマルク県     |
| 3824          |      | トッケ           | Tokke          | 2,198         | 984.48     | ニーノシュク | テレマルク県     |
| 3825          |      | ヴィニェ         | Vinje          | 3,832         | 3,105.89   | ニーノシュク | テレマルク県     |

### 廃止された自治体
いずれも2020年1月1日の行政改革で廃止された。
旧ヴェストフォル県
- 0716 レー（ノルウェー語版）（トンスベルグに編入）
- 0713 サンデ（ノルウェー語版）（ホルメストランに編入）
- 0711 Svelvik（ヴィーケン県ドランメンに越境編入）

旧テレマルク県
- 0821 ボー（ノルウェー語版）（Sauheradと合併し中部テレマルク市が発足）
- 0822 Sauherad（ボーと合併し中部テレマルク市が発足）